# Giacomo Soliman
Giacomo Soliman (Cornigliano, 16 settembre 1913 – Adi Ucher, 7 settembre 1937) è stato un militare italiano, insignito della medaglia d'oro al valor militare alla memoria nel corso delle grandi operazioni di polizia coloniale in Africa Orientale Italiana.

## Biografia
Nacque a Cornigliano, provincia di Genova, il 16 settembre 1913, figlio di Alessandro e Carla Arrighini. 
Dopo aver conseguito il diploma di perito agrario e di geometra presso l'Istituto superiore di agricoltura di Brescia, si arruolò nel Regio Esercito entrando nella Scuola allievi ufficiali di complemento di Milano il 30 ottobre 1932 uscendone un anno dopo come sottotenente assegnato all'arma di fanteria, il 19 giugno, assegnato al 12º Reggimento bersaglieri. Posto in congedo nell'agosto 1934, fu richiamato in servizio l'anno successivo e, nel febbraio 1936, venne mobilitato per le esigenze in Libia, raggiungendo il 3º Reggimento fanteria coloniale. Nell'ottobre dello stesso anno fu trasferito al Regio corpo truppe coloniali d'Eritrea, se imbarcatosi a Tobruk con il XLI Battaglione sbarcava a Massaua il 14 stesso mese. Nel luglio 1937 venne promosso tenente. Cadde in combattimento il 7 settembre 1937 a Adi Ucher,  nel corso delle grandi operazioni di polizia coloniale, e venne insignito della medaglia d'oro al valor militare alla memoria. Una via di Genova porta il suo nome.

### Fonti
1. 1 2 3 4  Combattenti Liberazione.
2. 1 2 3  Gruppo Medaglie d'Oro al Valor Militare 1965, p. 255.
3. ↑   Soliman, Giacomo Medaglia d'oro al valor militare, su quirinale.it, Quirinale. URL consultato l'11 luglio 2021.